# Albaret-Sainte-Marie
Albaret-Sainte-Marie è un comune francese di 573 abitanti situato nel dipartimento della Lozère nella regione dell'Occitania.

## Società

### Evoluzione demografica
Abitanti censiti